# Serhij Danyłowski
Serhij Jurijowycz Danyłowski, ukr. Сергій Юрійович Даниловський (ur. 20 sierpnia 1981 w Tbilisi, Gruzińska SRR) – ukraiński piłkarz, grający na pozycji centralnego pomocnika, reprezentant Ukrainy.

## Kariera piłkarska

### Kariera klubowa
Rozpoczął karierę piłkarską w klubie Karpaty Lwów. Występował przeważnie w drugiej drużynie Karpat. W lipcu 2004 przeszedł do Czornomorca Odessa, gdzie występował w podstawowej jedenastce. W 2007 został kupiony do Metałurha Donieck. Na początku 2010 przeszedł do Krywbasa Krzywy Róg, w którym pełnił funkcję kapitana drużyny. Po wygaśnięciu kontraktu opuścił Krywbas. W pierwszej połowie 2012 bronił barw klubu Howerła-Zakarpattia Użhorod, a latem wyjechał do Rosji, gdzie został piłkarzem FK Chimki. Latem 2013 został piłkarzem Ruchu Winniki.

### Kariera reprezentacyjna
22 sierpnia 2007 zadebiutował w reprezentacji Ukrainy w spotkaniu towarzyskim z Uzbekistanem wygranym 2:1.

## Sukcesy i odznaczenia

### Sukcesy klubowe
- mistrz Pierwszej Ligi Ukrainy: 2012

### Sukcesy indywidualne
- najlepszy piłkarz w listopadzie 2006 według wersji gazety "Komanda"[4].